# Referendumul pentru aderarea Spaniei la NATO, 1986
Miercuri 12 martie 1986 a avut loc în Spania un referendum controversat despre menținerea calității de membru a Spaniei în NATO, din care face parte din 30 mai 1982. Convocat pentru guvernul prezidat a fost Felipe Gonzáles, iar spaniolii cu vârsta de peste 18 ani au fost invitați sǎ rǎspundǎ cu „da” sau „nu” la întrebarea „ Considerați convenabil pentru Spania ca sǎ rǎmânǎ în Alianța Atlanticǎ în termenii acordați de Guvernul Națiunii?”. Întâlnirea a avut un caracter consultativ, nu obligatoriu, cu aranjare la articolul 82 din Constituție. Rezultatul a fost „da” pentru permanențǎ, mulțumitǎ ajutorului de 52,5% dintre votanți, în fața a 39,3% care au votat în favoarea lui „nu”.
Rǎspunsul „nu” a triumfat în toate provinciile de comunitate autonomǎ din Cataluña, Navarra, Pais Vasco și în provincia Las Palmas, în Canarias. Participarea a fost de 59,4%.

## Controversă
Unul din motivele  pentru care acest referendum s-a dovedit a fi unul controversat, a fost succesul pe care Partidul Socialist Muncitoresc Spaniol s-a bucurat împotriva permanenței în NATO înainte de a intra în Guvern, folosind sloganul „Nu intrǎm în NATO”.
Un alt motiv a fost redactarea întrebarii, pe care mulți au considerat-o tendențioasǎ pentru traseul cetǎțenilor fǎcându-se „da”.

## Rezultate
- Recensǎmânt: 29.025.494 alegatori
- Voturi numǎrate: 17.246.458 votanți ( 59,42% )
- Voturi pentru: 9.054.509 ( 52,49% )
- Voturi împotriva: 6.872.421 ( 39,8% )
- Voturi în alb: 1.127.673 ( 6,53% )
- Voturi nule: 191.855 (1,11% )